# 700 mil v sedle
700 mil v sedle (v anglickém originále Bite the Bullet) je americký filmový western z roku 1975, který napsal, produkoval a režíroval Richard Brooks a v němž hlavní role ztvárnili Gene Hackman, Candice Bergen a James Coburn, ve vedlejších rolích pak Ian Bannen, Jan-Michael Vincent, Ben Johnson a Dabney Coleman.
Brooks jej nazval „mou milostnou básní Americe. Miluji ty lidi a krásu naší země".

## Děj
Příběh vychází ze skutečných událostí z počátku dvacátého století a pojednává o vyčerpávajícím dostihu na 700 mil (1127 km) v roce 1906 s cenou pro vítěze 2000 dolarů a o tom, jak ovlivnil životy jednotlivých účastníků.
Mezi patnácti různorodými soutěžícími jsou dva bývalí příslušníci Rough Riders Sam Clayton (Hackman) a Luke Matthews (Coburn), kteří si nemohou dovolit, aby jejich přátelství překazilo jejich výhru; slečna Jonesová... dáma s omezenými ctnostmi; problémový Carbo; Mister, starý kovboj s chatrným zdravím; Sir Harry Norfolk, anglický gentleman, který soutěží jen tak ze sportu a Mexičan s bolavým zubem, který musí doslova žvýkat kulku (anglicky bite the bullet). Všichni musí závodit proti plnokrevníkovi s mistrovským rodokmenem, jehož majitelem je Parker, boháč, který nemá v úmyslu, aby jeho kůň prohrál.
Film se dotýká témat sportovního chování, krutosti vůči zvířatům, bulvární žurnalistiky, rasismu, konce Starého západu a manželských a přátelských pout. V průběhu závodu podmínky prověřují nejen odolnost koní a jezdců, ale také jejich životní filozofii a smysl vítězství a porážky.
Když slečna Jonesová pomůže osvobodit svého nápadníka od skupiny odsouzenců pracujících na železnici, ukradnou soutěžícím koně a pokusí se o útěk. Odsouzenci jsou pronásledováni, jezdci dostanou své koně zpět a závod může pokračovat. Slečna Jonesová, nyní zbavená negativního vlivu svého bývalého přítele, odjíždí na venkov.
Nakonec, po vyřazení všech tří účastníků závodu, Clayton a Matthews společně protnou cílovou čáru jako spolu-šampioni, porazí o několik minut plnokrevníka a získají peněžní odměnu plus všechny vedlejší sázky, které uzavřeli.